# Ди Вита, Джулия
Джулия Ди Вита (итал. Giulia Di Vita, родилась 24 ноября 1984 года в Палермо) — итальянский политик, депутат Палаты депутатов Италии в составе Смешанной группы.

## Биография
По образованию инженер. Участница выборов 6 и 7 мая 2012 года в Палермо на должность муниципального советника, выдвигалась от партии «Движение 5 звёзд», набрала 228 голосов и не была избрана. 19 марта 2013 года по итогам парламентских выборов избрана в Палату депутатов Италии от избирательного округа Сицилия 1 по списку партии Движение 5 звёзд. Член XII комиссии (по социальным вопросам) с 7 мая 2013 года.
28 ноября 2016 года прокуратура Палермо начала расследование по факту фальсификаций подписей в поддержку кандидатов от «Движения пяти звёзд» на выборах 2012 года, вследствие чего 29 ноября деятельность избранных от партии «Движение пяти звёзд» депутатов была временно приостановлена решением суда. 14 апреля 2017 года Беппе Грилло сообщил в блоге движения, что попросит суд сообщить о новых санкциях в отношении движения и о процедуре приостановке деятельности депутатов от партии в Палате депутатов.
18 апреля 2017 года Джулия Ди Вита и Риккардо Нути покинули «Движение пяти звёзд» и перешли в Смешанную группу Палаты депутатов, не присоединившись к какой-либо фракции внутри Смешанной группы.